# Lennart Strand
Lennart Strand (ur. 13 czerwca 1921 w Malmö, zm. 23 stycznia 2004 tamże) – szwedzki lekkoatleta średniodystansowiec, wicemistrz olimpijski i mistrz Europy.
Specjalista biegu na 1500 m i na 1 milę. Zdobył złoty medal na Mistrzostwach Europy w 1946 w Oslo. 15 lipca 1947 w Malmö wyrównał rekord świata na 1500 m, ustanowiony w 1944 przez jego rodaka Gundera Hägga (3:43.0). Był faworytem na tym dystansie na Igrzyskach Olimpijskich w 1948 w Londynie, zdobył srebrny medal (wygrał inny Szwed, Henry Eriksson). Na Mistrzostwach Europy w 1950 w Brukseli nie ukończył biegu finałowego.
W sezonach 1946, 1947 i 1948 był liderem tabel światowych na dystansie 1500 m, 1946 i 1947 także w biegu na 1 milę.
Po zakończeniu kariery zawodniczej pracował jako dziennikarz sportowy w dzienniku „Sydsvenska Dagbladet”.
Zmarł w styczniu 2004, w wyniku obrażeń odniesionych w wypadku motocyklowym, który miał miejsce w listopadzie 2003.